# Rhexia diversa
Rhexia diversa är en insektsart som beskrevs av Richter. Rhexia diversa ingår i släktet Rhexia och familjen hornstritar. Inga underarter finns listade i Catalogue of Life.